# Peter Sandloff
Peter Sandloff (* 3. Juli 1924 in New York City; † 17. Dezember 2009 in Berlin) war ein deutscher Komponist und Filmkomponist.

## Biografische Angaben
Sandloff, Sohn eines russischen Arztes und der deutschen Schauspielerin Eva Fiebig, ist Neffe des Komponisten und Kirchenmusikdirektors Kurt Fiebig und Enkel des Regimentsmusikers Eduard Fiebig. Nach dem Tod seines Vaters kam Sandloff im Alter von zwei Jahren nach Deutschland. Ab dem fünften Lebensjahr erhielt er Klavierunterricht, 1936/37 war er Leiter der Blockflötengruppe der „Rundfunkspielschar des Reichssenders Breslau“.
Es folgten erste eigenständige Kompositionen, die Kantate „Frau Musica“ für vierstimmigen gemischten Chor und Schulorchester und die Bühnenmusik zu den zwei Goethe-Einaktern „Die Laune des Verliebten“ und „Der ist schuldig“ für die Inszenierungen der Schauspielschule der Hamburger Kammerspiele.
Nach Absolvierung des Notabiturs in Hamburg studierte Sandloff an der Kölner Musikhochschule unter Philipp Jarnach, Eugen Papst und Karl Hermann Pillney. Nach dem Studium wurde er zum Reichsarbeitsdienst in der Rüstungsindustrie abkommandiert und landete anschließend in sowjetischer Kriegsgefangenschaft.
Nach Ende des Zweiten Weltkriegs arbeitete Sandloff als Redaktionsassistent in der Musikabteilung bei Radio München, als Musikalischer Leiter am Bamberger Theater, als dirigierender Ballett-Repetitor und Komponist am Staatstheater am Gärtnerplatz in München und als Musikalischer Oberleiter an der Deutschen Musikbühne in Freiburg im Breisgau. In Freiburg wurde seine Oper „Traum unter dem Galgen“ uraufgeführt.
Während seiner Tätigkeit am Staatstheater am Gärtnerplatz erhielt er einen Brief des Filmkomponisten Hans-Martin Majewski, der Sandloff wenig später als Bearbeiter und Orchestrator für die Filmmusik des Streifens „Liebe 47“ (1949) engagierte. Zwischen Majewski und Sandloff entwickelte sich eine langjährige Zusammenarbeit und Freundschaft.
Durch intensive Vermittlung Majewskis erhielt Sandloff 1955/56 seinen ersten eigenen Filmmusikauftrag (für „Viele kamen vorbei“) und wurde dafür mit dem Bundesfilmpreis ausgezeichnet. Zahlreiche weitere Filmarbeiten folgten. Außerdem war Sandloff nach wie vor an zahlreichen Filmmusiken seines Kollegen Hans-Martin Majewski beteiligt.
Ab den sechziger Jahren komponierte Sandloff zunehmend Musiken für das Fernsehen. Neben vielen anspruchsvollen Fernsehspielen vertonte Sandloff auch Serien wie „Alle machen Musik“ (1965), „Ich heirate eine Familie“ (1983 bis 1986), „Löwengrube“ (1989 bis 1992) sowie Kabarettsendungen mit Hanns Dieter Hüsch, Ursula Herking und anderen.

## Filmografie

### Kino
- 1951: Im Bann der Madonna
- 1956: Viele kamen vorbei
- 1956: Geliebte Corinna
- 1957: Ruf der Götter (Dokumentarfilm)
- 1958: Er ging an meiner Seite
- 1958: Mädchen in Uniform
- 1958: Polikuschka
- 1958: Nackt wie Gott sie schuf
- 1960: Wir Kellerkinder
- 1960: Der Rächer
- 1961: Spuren der Vergangenheit (Dokumentarfilm)
- 1961: Im Stahlnetz des Dr. Mabuse
- 1961: Ländliche Arbeitskleidung – Praktisch und doch schön (kurz Dokumentarfilm)
- 1962: Das Leben beginnt um acht
- 1962: Ich kann nicht länger schweigen
- 1962: Eheinstitut Aurora
- 1962: Die unsichtbaren Krallen des Dr. Mabuse
- 1962: Sein bester Freund
- 1963: Das Feuerschiff
- 1964: Ein Frauenarzt klagt an
- 1969: Michael Kohlhaas – Der Rebell

### Fernsehen
- 1953: Johannes Kreisler, des Kapellmeisters musikalische Leiden
- 1958: Der Meisterdieb
- 1958: Das Märchen von vielen Wünschen
- 1959: Der Fall Pinedus
- 1959: Eva und ihre Kleider
- 1959: Der König ist tot
- 1960: Der Prozeß Mary Dugan
- 1960: Dr. Knock
- 1961: Fast ein Poet
- 1961: Mary Rose
- 1961: Die Marquise von Arcis
- 1962: Jeder stirbt für sich allein
- 1963: Von Musen und Menschen
- 1963: Die Wölfe
- 1964: Leocadia
- 1964: Ein langer Tag
- 1964: Pamela
- 1965: Manchmal spielt der Himmel mit
- 1965: Im Schatten einer Großstadt
- 1965: Alle machen Musik (Fernsehserie, 13 Folgen)
- 1965: Abel mit der Mundharmonika
- 1966: Der Kinderdieb
- 1966: Ohne festen Wohnsitz
- 1966: Der Kirschgarten
- 1966: Wer rettet unseren Ackerknecht?
- 1967: Liebesgeschichten (Fernsehserie, Folge Geliebter Nicolas)
- 1968: Der verzauberte Park
- 1968: Teaparty
- 1968: Die Stimme im Glas
- 1968: Unwiederbringlich
- 1968: Alles dreht sich um Michael (Fernsehserie, 8 Folgen)
- 1969: ...tot im Kanapu
- 1970: Tommy Tulpe (Fernsehserie, 13 Folgen)
- 1975: Little Boy
- 1975: Mütter
- 1978: Schlaraffenland
- 1979: Wo die Liebe hinfällt
- 1979: Nachbarn und andere nette Menschen
- 1980: Eingriffe
- 1981: System Ribadier
- 1982: So oder so ist das Leben: Vier Begegnungen in einer Großstadt
- 1984: Freundschaften
- 1984: Die Dame und die Unterwelt
- 1984: Leute wie du und ich (Fernsehserie, 1 Folge)
- 1986: Was zu beweisen war
- 1986: Ich heirate eine Familie (Fernsehserie, 5 Folgen)
- 1989–1992: Löwengrube (Fernsehserie, 30 Folgen)

## Auszeichnungen (Auswahl)
- Filmband in Silber für „Viele kamen vorbei“ (1956)

## Diskografie (Auswahl)
- „Deutsche Filmkomponisten, Folge 6, Peter Sandloff“, Bear Family Records, BCD 16486 AR